# Llengua tama (Colòmbia)
El tama és una llengua extingida que pertanyia al grup occidental de la família de les llengües tucanes. Havia estat parlada als marges del riu Orteguaza. Els habitants de la zona van adaptar el koreguaje, i la pròpia llengua tama podria ser un dialecte del koreguaje.